# Амуд (пещера)
Аму́д — пещера в Израиле. Находится на высоте около 30 метров над руслом реки Вади Амуд, впадающей в Генисаретское озеро.
В 1961 году Хикаси Судзуки обнаружил в пещере скелет предположительно молодого неандертальца Амуд I. По таким признакам как надглазничный валик, строение скуловой области, низкий лоб - это типичный неандерталец, но у него имеется и ряд прогрессивных черт: намечается подбородочный выступ, развиты сосцевидные отростки височной кости, более высокий свод черепа, чем у большинства неандертальцев, небольшие зубы. Объём мозга — 1740—1800 см³, рост — более 180 см. В пещере была обнаружена каменная индустрия переходного типа. Электронный парамагнитный резонанс (ESR) дал результат 50000 — 40000 лет. По-видимому, это было преднамеренное захоронение у входа в пещеру. Так как черепные швы срослись, считается, что умершему было около 25 лет. Также в пещере были найдены фрагменты ещё нескольких скелетов.

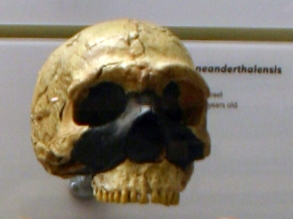
Амуд 1

Череп Амуд I имеет черты сходства с черепами гоминид типа «Схул-Кафзех», а также с неандерталоидом из пещеры Табун. Экземпляр Амуд VII примечателен тем, что кроме остатков проломленного черепа были также найдены часть бедренной кости, часть лопатки и другие кости. От Amud IX сохранились только фрагмент большеберцовой кости, таранная кость или лодыжка, одна плюсневая или надкостная кость и несколько фаланг. Амуд IX была неандертальской женщиной ростом 160—166 см и весом 60 кг.